# Tari Khan

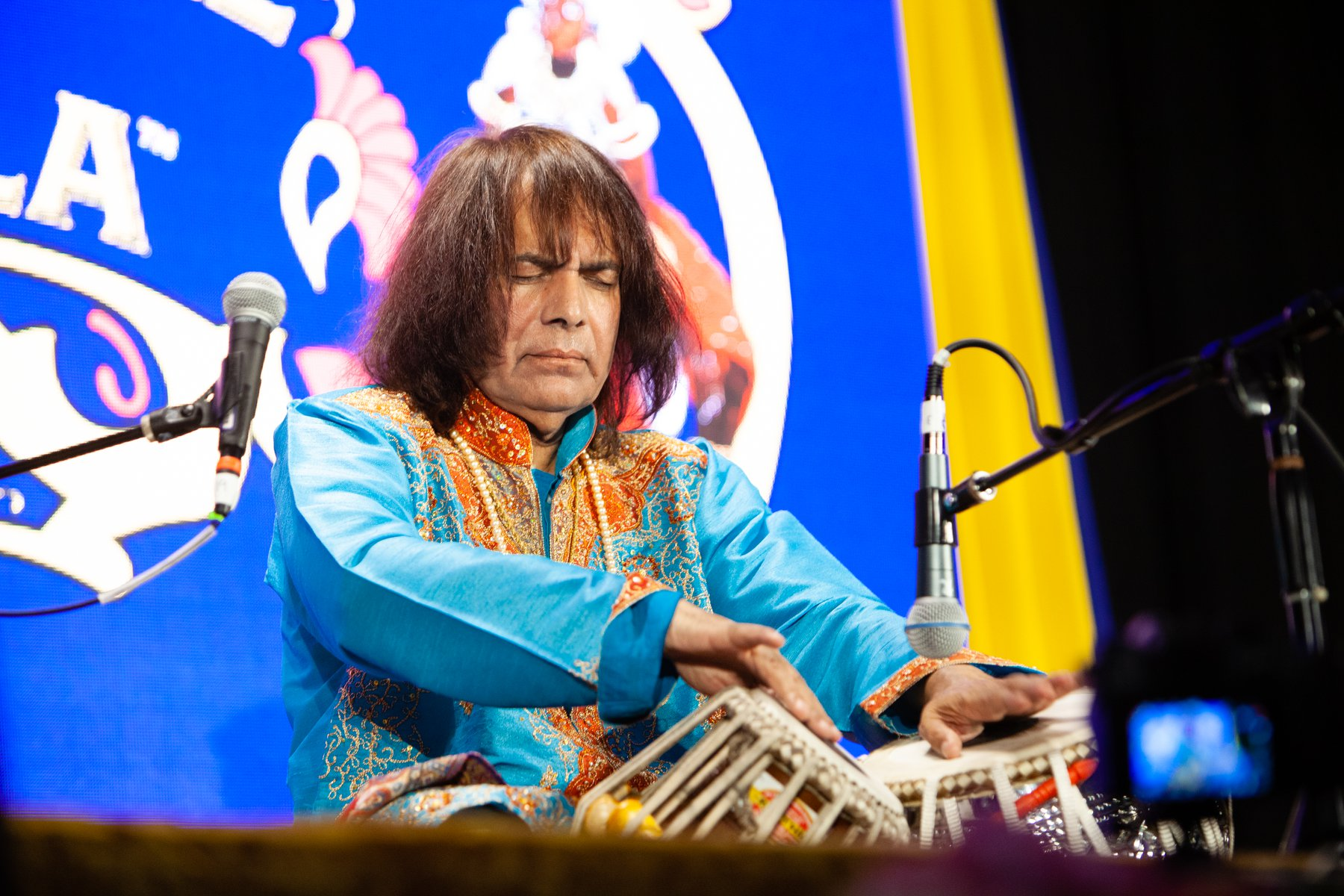
Tari Khan tocando en un festival de música.

Abdul Sattar "Tari" Khan (1953, Pakistán) es un tablista de música clásica indostaní.
Tari Khan fue formado en la Gharana de Panyab y su maestro es ustad Miyan Shaukat Hussain Khan. Fue tablista de los cantantes de ghazales Ghulam Ali y Mehdi Hassan. Se ha caracterizado por un exquisito acompañamiento: limpios y claros thekas (frases básicas percusivas), con un sorprendente laggi (secuencia rápida de patrones rítmicos)  para puntualizar los versos.
Ha sido premiado con galardones como el Taj Poshi (Golden Crown), el Hazrat Ameer Khusro Award, y también ha recibido el 'Pakistan's Pride of Performance Award.